# فيتالي فايتسينيتس
فيتالي فايتسينيتس (بالأوكرانية: Віценець Віталій Володимирович)‏ (3 أغسطس 1990 في أوكرانيا - ) هو لاعب كرة قدم أوكراني في مركز الوسط. شارك مع منتخب أوكرانيا تحت 17 سنة لكرة القدم ومنتخب أوكرانيا تحت 18 سنة لكرة القدم ومنتخب أوكرانيا تحت 19 سنة لكرة القدم ومنتخب أوكرانيا تحت 21 سنة لكرة القدم. أما مع النوادي، فقد لعب مع زوريا لوهانسك ونادي شاختار دونيتسك وFC Sevastopol ‏ وFC Shakhtar-3 Donetsk ‏ ونادي إيليتشيفيتس ماريوبول.

## وصلات خارجية
- فيتالي فايتسينيتس على موقع اتحاد أوكرانيا (الإنجليزية)
- فيتالي فايتسينيتس على موقع قاعدة بيانات كرة القدم.إي يو (الإنجليزية)
- فيتالي فايتسينيتس على موقع Soccerway.com (الإنجليزية)
- فيتالي فايتسينيتس على موقع عالم كرة القدم.نت (الإنجليزية)
- فيتالي فايتسينيتس على موقع AS.com (الإسبانية)